# Василь Биков (корабель)
«Васи́ль Би́ков» (рос. Василий Быков, трансліт. Vasiliy Bykov) — патрульний корабель ВМФ Росії проєкту 22160 (є першим побудованим кораблем цього проєкту).
Корабель був закладений 26 лютого 2014 року в Зеленодольську (Татарстан, Росія) і спущений на воду 28 серпня 2017 року. «Василь Биков» був введений в експлуатацію 20 грудня 2018 року на Новоросійській військово-морській базі та ввійшов до складу Чорноморського флоту.

## Історія

### Російсько-українська війна
Корабель брав участь в атаці на острів Зміїний 24 лютого 2022 року в перший день російського вторгнення в Україну 2022 року разом з російським ракетним крейсером «Москва». Це протистояння закінчилося захопленням Росією острова Зміїний. У полон потрапили тринадцять українських прикордонників, які захищали цей острів.
Після остаточного зриву Чорноморської зернової ініціативи в середині липня 2023 року Росія оголосила ультиматум всім судам, що прямують до українських чорноморських портів. Й 13 серпня 2023 року «Василь Биков» здійснив примусовий огляд турецького цивільного суховантажного судна під прапором Палау Sukru Okan майже на межі територіальних вод Туреччини, на північний захід від Босфорської протоки. На палубу турецького суховантажа висадився десант російських військових з гелікоптера Ка-29. При цьому, російське міноборони заявило про застосування екіпажем «Василя Бикова» вогнепальної зброї для попереджувальних пострілів після відсутності реакції капітана Sukru Okan на вимоги зупинитись для проведення обшуку.